# Jaume Orpinell
Jaume Orpinell   (Barcelona, 31 d'octubre de 1954)  és un fotògraf català especialitzat en fotografia d'arquitectura i paisatge, així com del patrimoni arquitectònic de la ciutat de Barcelona, ha gestionat arxius fotogràfics i imparteix tallers de fotografia.

## Biografia
Entre 2007 i 2010 fou el responsable de l'Arxiu Fotogràfic del Col·legi d'Arquitectes de Catalunya. Portà les negociacions amb els hereus del Fons Fotogràfic de Francesc Català-Roca i el Col·legi d'Arquitectes de Catalunya pel seu dipòsit a l'Arxiu Fotogràfic del COAC. Entre 2006 i 2010 també fou fotògraf de l'equip de redacció de la revista Quaderns d'Arquitectura d'aquesta mateixa institució. Ha estat coautor de nombroses publicacions d'arquitectura per a diverses editorials i institucions, entre les quals hi ha Gustavo Gili, ACTAR, la Fundació Mies Van der Rohe, la Fundació Caixa d'Arquitectes i la Nau Ivanow. Ha col·laborat en més d'una ocasió amb Xavier Basiana, amb qui ha documentat les metamorfosis urbanes i arquitectòniques dels barris de la ciutat i amb el qual va editar l'any 2000 el llibre Barcelona, ciutat de fàbriques.

## Presència a museus
Diverses de les seves fotos formen part de la col·lecció permanent del MACBA.

## Exposicions
- 1991‐93 - Barcelona 1888 ‐ 1929 ‐ 1992 per l'Ajuntament de Barcelona.
- 1998 - Ciutat i Fàbrica, un recorregut pel patrimoni industrial de Barcelona. Col·legi d'Arquitectes de Catalunya, ITEC
- 2000 - Nit, color, moviment a la Nau Ivanow i a la Demarcació de Tarragona del COAC.
- 2000 - Díptics 20 00 a la Nau Ivanow.
- 2008 - L'Art de la Llum. Exposició col·lectiva a la Sala Vinçon de Barcelona